# جیمز هیکمن
جیمز هیکمن (به انگلیسی: James Hickman) (زادهٔ ۲ فوریهٔ ۱۹۷۶) شناگر اهل بریتانیا است.